# Nicholas Wunsch
Nicholas Wunsch (* 5. Oktober 2000) ist ein österreichischer Fußballspieler.

## Karriere

### Verein
Wunsch begann seine Karriere beim SK Rapid Wien, bei dem er ab der Saison 2014/15 auch in der Akademie spielen sollte. Im März 2018 debütierte er für die Amateure von Rapid in der Regionalliga, als er am 22. Spieltag der Saison 2017/18 gegen den FCM Traiskirchen in der Startelf stand. In jenem Spiel, das Rapid II mit 2:1 verlor, erzielte Wunsch auch sein erstes Tor in der Regionalliga.
Nach elf Spielen für die Amateure stand er im Mai 2018 gegen den Wolfsberger AC erstmals im Kader der Profis von Rapid, kam jedoch nicht zum Einsatz. Im Mai 2019 debütierte er schließlich in der Bundesliga, als er am 32. Spieltag der Saison 2018/19 gegen den SCR Altach in der 63. Minute für Manuel Thurnwald eingewechselt wurde. Insgesamt kam er aber nur zu vier Pflichtspieleinsätzen für Rapid.
Nach dem Zweitligaaufstieg der Amateure rückte Wunsch zur Saison 2020/21 wieder in den Kader dieser. Für Rapid II absolvierte er in Folge 52 Partien in der 2. Liga, in denen er fünf Tore erzielte. Im August 2022 wechselte er innerhalb der 2. Liga zum First Vienna FC, bei dem er einen bis Juni 2025 laufenden Vertrag erhielt. Insgesamt kam er für die Vienna zu 34 Zweitligaeinsätzen.
Zur Saison 2024/25 wechselte Wunsch zum Regionalligisten Wiener Sport-Club.

### Nationalmannschaft
Wunsch spielte im November 2014 erstmals für eine österreichische Jugendnationalauswahl. Im August 2016 debütierte er gegen Kroatien für die U-17-Mannschaft, für die er bis Mai 2017 zwölf Spiele absolvierte. Im September 2017 kam er gegen Finnland zu seinem ersten Einsatz für die U-18-Auswahl.
Im August 2018 debütierte er gegen Zypern für die U-19-Mannschaft. Im März 2019 spielte er gegen Norwegen erstmals für das österreichische U-20-Team.